# Aimia
Aimia Inc. (stilizzato ΛIMIΛ) è una holding canadese focalizzata su investimenti a lungo termine in aziende pubbliche e private, a livello globale (in particolare in Nord America, Europa e Asia), attraverso partecipazioni di controllo o di minoranza. 
La holding fornisce inoltre servizi di analisi dei dati e consulenza a clienti in una vasta gamma di settori, tra cui servizi finanziari, commercio al dettaglio e viaggi.
Aimia ha sede a Montréal ed è quotata alla Borsa di Toronto.

## Storia
La holding nacque nell'ottobre 2011 a seguito del riassetto societario di Groupe Aeroplan Inc., che mutò nome e marchio in Aimia.
In Italia ha gestito il programma fedeltà Nectar, lanciato il 1º marzo 2010 da Groupe Aeroplan Inc. in partnership con Oney Banque Accord, acquisendone il 100% delle quote nel marzo 2013 e dismettendolo nel febbraio 2016.